# Leonora Carrington
Leonora Mary Carrington (* 6. April 1917 in Clayton Green, Chorley, Lancashire, England; † 25. Mai 2011 in Mexiko-Stadt) war eine britisch-mexikanische surrealistische Künstlerin, die als Malerin, Bildhauerin, Schriftstellerin und Dramatikerin tätig war. 1938 nahm sie an der legendären Ausstellung Exposition Internationale du Surréalisme in Paris teil.

## Leben
Leonora Carrington wurde in Clayton Green, Lancashire, geboren. Ihr englischer Vater, Harold Wylde Carrington, war ein reicher Textilfabrikant; ihre Mutter Marie Humphreys Moorhead stammte aus Irland. Sie wuchs mit drei Brüdern in dem Herrenhaus Crookhey Hall auf. Sie studierte an der Londoner Chelsea School of Art und an der Academy von Amédée Ozenfant.
Als Kunststudentin lernte sie 1937 in Paris den 26 Jahre älteren Max Ernst kennen, mit dem sie bis zu dessen Internierung 1940 im Lager Camp des Milles nach der Besetzung Frankreichs in Saint-Martin-d’Ardèche in einem abgelegenen Bauernhaus zusammenlebte. Leonora Carrington gehört zu denjenigen Frauen in der Kunst, deren Schaffen noch heute häufig auf ihre kurze Beziehung zu einem berühmten Künstler, in ihrem Fall zu Max Ernst, reduziert wird. Sie wehrte sich in späten Jahren vehement gegen diese einseitige Fixierung. Sie flüchtete nach seiner Verhaftung nach Spanien, brach auf dem Weg zusammen und kam zeitweise in eine Heilanstalt. Die traumatische Zeit verarbeitete sie in dem Bericht Unten. Max Ernst traf sie zufällig in Lissabon wieder. Er war in Begleitung der reichen amerikanischen Kunstmäzenin Peggy Guggenheim, die seine Förderin war.

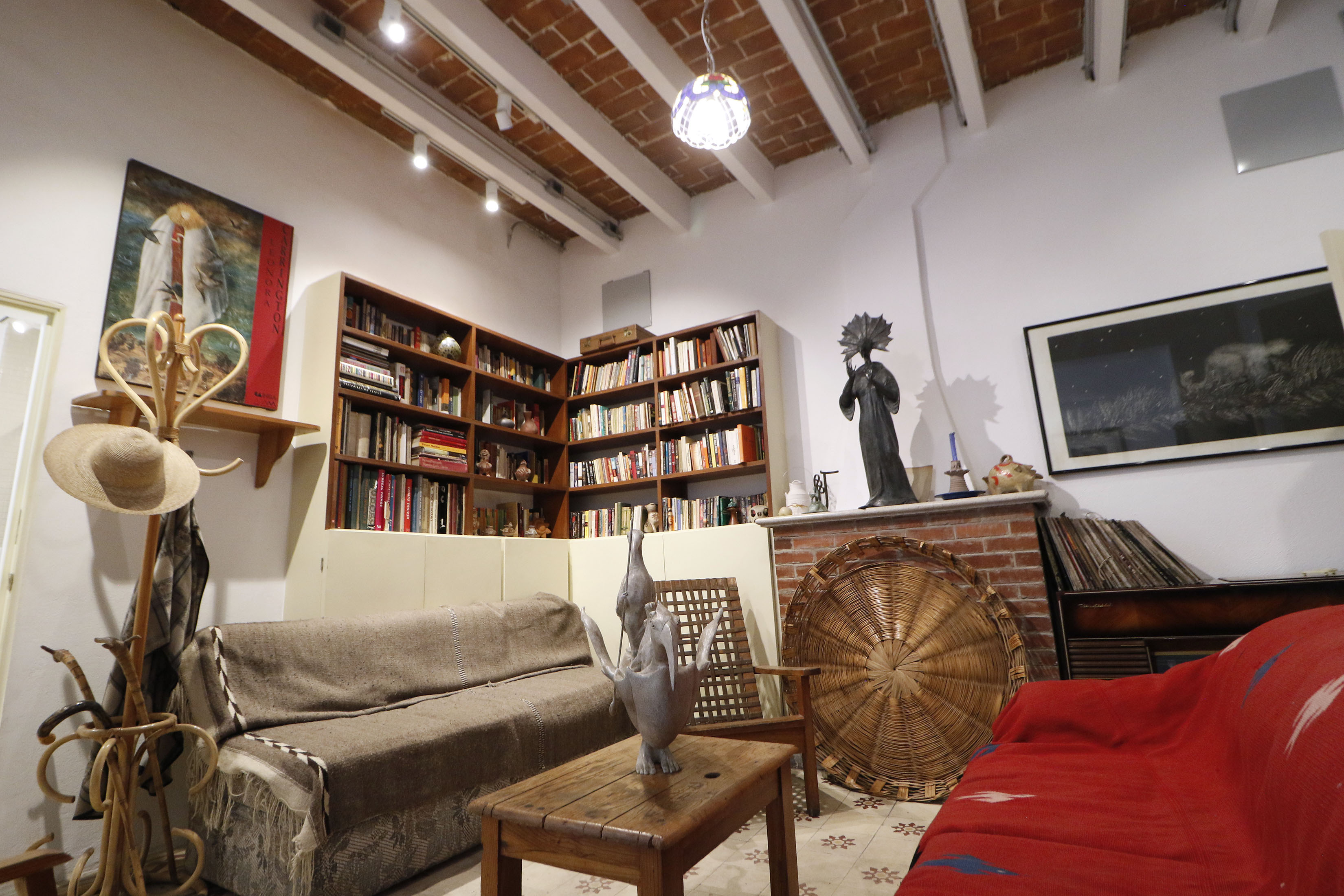
Carringtons Studio in Mexiko (2021)

1941 floh Leonora Carrington aus dem Krankenhaus nach Lissabon, wo sie in der mexikanischen Botschaft Unterschlupf fand. Dort lernte sie den Schriftsteller Renato Leduc kennen, der ihr bei der Emigration half. Noch im selben Jahr heirateten sie und Carrington reiste nach New York. 1942 emigrierte sie nach Mexiko und ließ sich 1943 von Renato Leduc scheiden. 1944 lernte sie im Haus von José und Kati Horna ihren zweiten Ehemann kennen, den ungarischen Fotografen Emérico Weisz, genannt „Chiki“, der viele Jahre lang die rechte Hand von Robert Capa war. In Mexiko heirateten sie 1946. Sie hatten zwei Söhne: Gabriel, ein Intellektueller und Dichter, und Pablo, ein Arzt und surrealistischer Künstler. Emérico Weisz starb am 17. Januar 2007.

## Werk und Bedeutung

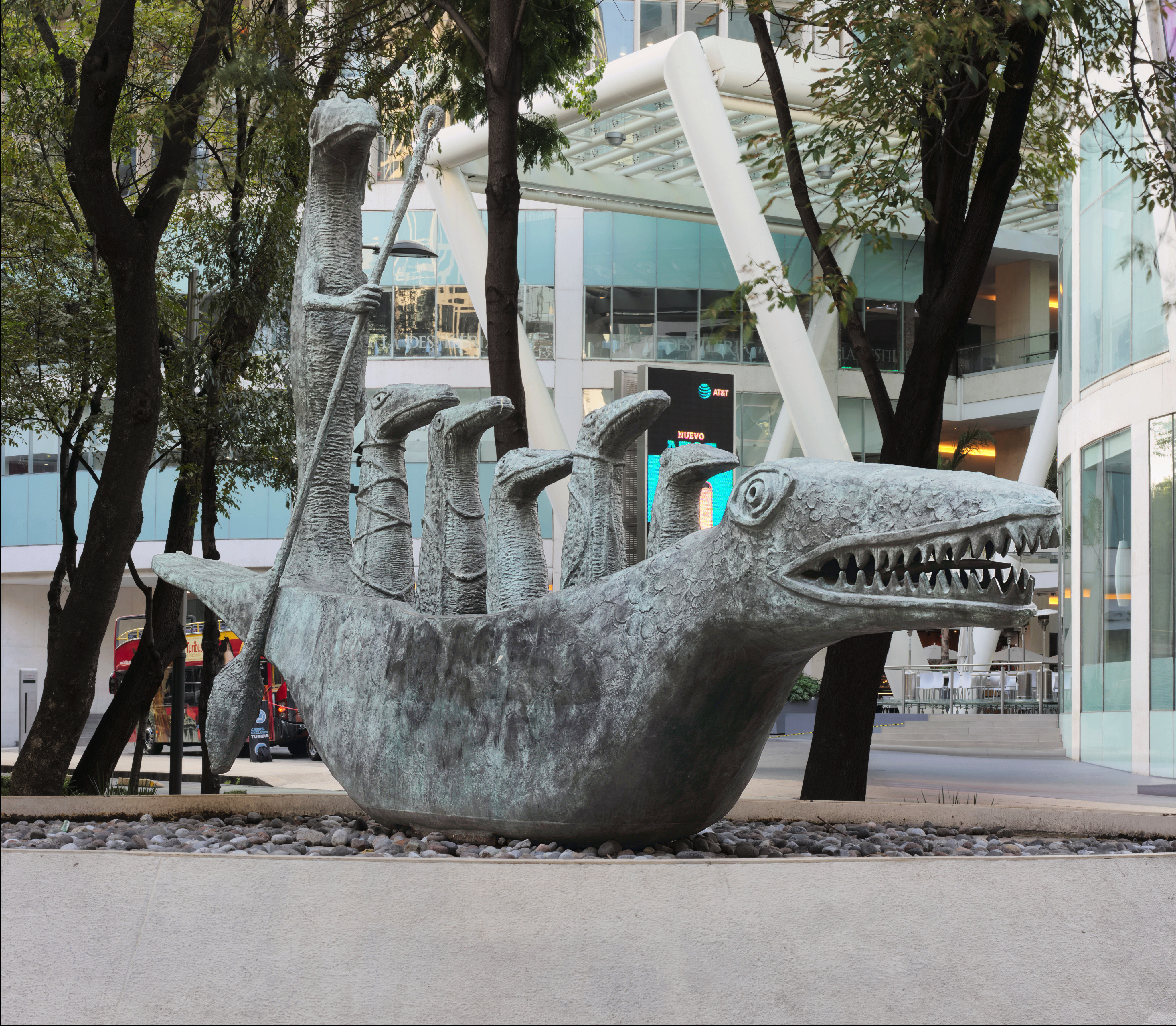
Cocodrilo auf dem Paseo de la Reforma. Carrington schenkte die Skulptur im Jahr 2000 der Stadt Mexico City, 2006 wurde sie an ihren aktuellen Standort gebracht.

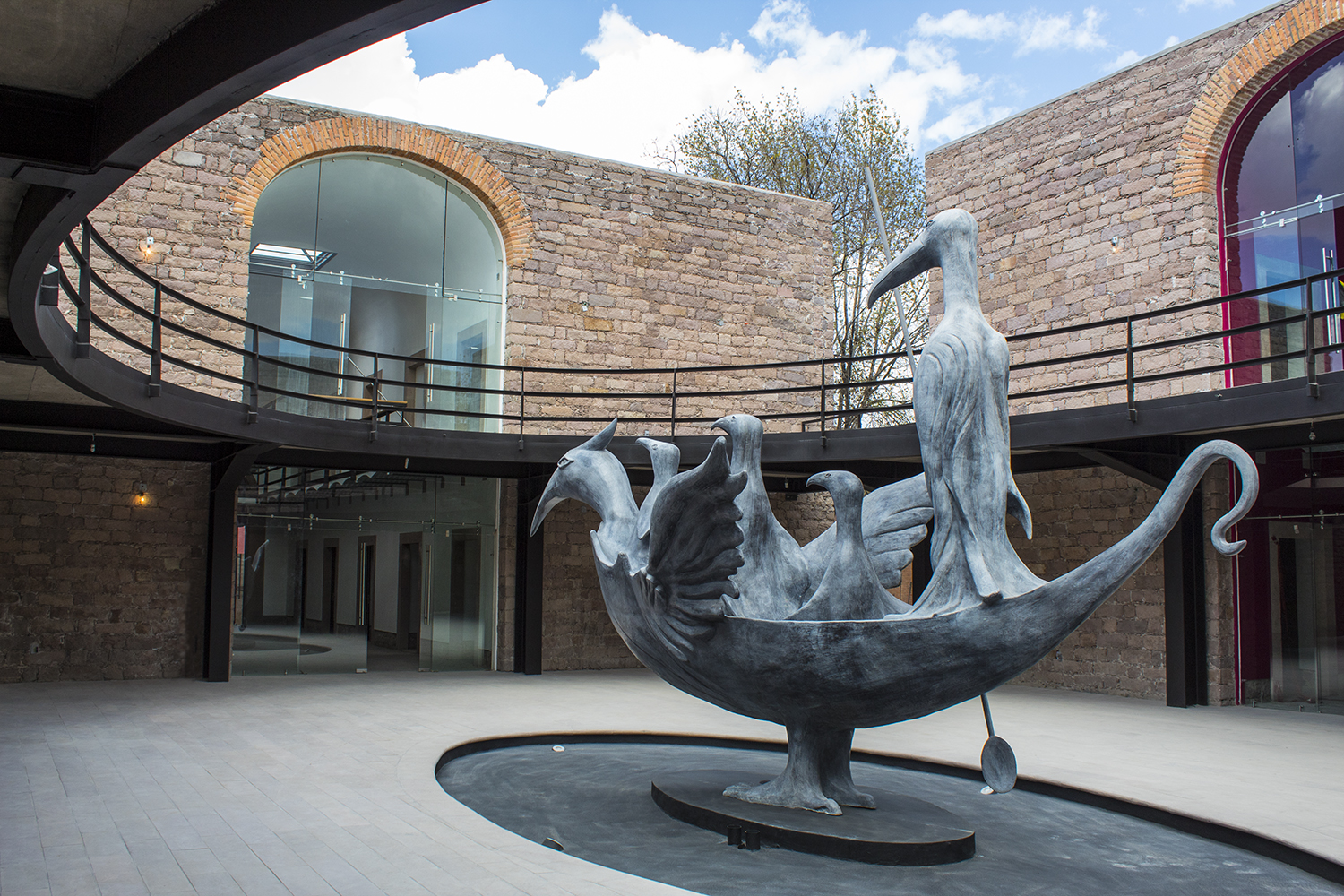
La barca de las garzas, Leonora Carrington Museum, San Luis Potosí, Mexico.

Ihr Stil umfasst mehrere Bereiche der dunklen Mystik, die ihren surrealistischen Stil sehr individuell prägte. Ihre Begegnung mit Max Ernst beeinflusste sie in ihrer künstlerischen Praxis. Es entstanden gemeinsame Arbeiten, wie das Ölgemälde Die Begegnung (1939) sowie Skulpturen für ihren Garten. Dennoch betont Carrington ihre Unabhängigkeit von Ernst in ihrem künstlerischen Schaffen: 
„Ich hatte nicht das Gefühl, ein Genie zu werden, nur weil ich Max kennengelernt hatte. Nein so war es nicht. Verstehen Sie, bevor ich Max kennenlernte, gehörte meine ganze Energie der Malerei, dann habe ich mich in ihn verliebt, und die Malerei habe ich weitergeliebt.“
Durch Ernst lernte sie auch Joan Miró und André Breton in Paris kennen. Ihre ersten Ausstellungen waren in Paris und Amsterdam zusammen mit anderen surrealistischen Malern. Die Darstellungen der Träume, Fantasien, Geister, Schreckgestalten und Konklaven wirken sehr fantastisch und zeigen die tiefen Wurzeln der mexikanischen Kultur und ihre Legenden, in einer magischen Welt. Meist stellen ihre Bilder Landschaften dar.
Nicht nur in der Malerei zeigte sich ihr individueller Stil. Ihr 1945 in Mexiko entstandener Einakter Ein Flanellnachthemd ist ein skurriles Stück mit surrealen (Traum-)Gestalten, während in ihrer Prosa Elemente des (teils selbstironisch gebrochenen) Magischen Realismus zu finden sind. 1946 nahm sie mit ihrer Version der Versuchung des Heiligen Antonius am Bel-Ami-Wettbewerb teil. 2005 erhielt sie die Medalla de Oro de Bellas Artes, der Gold-Medaille der schönen Künste. Anlässlich ihres 90. Geburtstags im Jahr 2007 gab es eine in Mexiko-Stadt eröffnete Skulpturenausstellung mit ihren neuen Arbeiten.
Im Juni 2021 gaben Roberto Cicutto, Präsident der La Biennale di Venezia, und Cecilia Alemani, Kuratorin der 59. Ausgabe, den Titel für die Ausstellung im Jahr 2022 bekannt: The Milk of Dreams. Dieser Titel bezieht sich auf das gleichnamige Buch von Carrington, das eine Welt beschreibt, in der das Leben durch ein „Prisma der Vorstellungskraft“ immer wieder neu erfunden wird.
Ihr Gemälde Les Distractions de Dagobert (Die Zerstreuung Dagoberts, 1945) erzielte in der Auktion bei Sotheby’s in New York am 15. Mai 2024 den Rekordpreis von 28.485.000 US$ (brutto). Die britisch-mexikanische Künstlerin Leonora Carrington gehört damit laut Sotheby’s zu den fünf teuersten Künstlerinnen.

### Prosa
- La Maison de la Peur. 1938. (Deutsch: Das Haus der Angst. Suhrkamp, Frankfurt am Main 2008, ISBN 978-3-518-22427-4)
- La dame ovale. 1939. Mit sieben Collagen von Max Ernst. (Deutsch: Die ovale Dame. Magische Erzählungen. Qumran, Frankfurt am Main, Paris 1982, ISBN 3-88655-172-5)
- The Debutante. Kurzgeschichte. 1939.
- El mundo mágico de los mayas. Mit Illustrationen von Leonora Carrington. 1964.
- The Hearing Trumpet. 1976. (Deutsch: Das Hörrohr. Übersetzung von Tilman Spengler. Insel, Frankfurt am Main 1980, ISBN 3-458-04919-3)
- En bas. Autobiographie. 1940. (Deutsch: Unten. Übersetzung von Edmund Jacoby. Suhrkamp, Frankfurt am Main 1981, ISBN 3-518-01737-3)
- Windsbraut – Bizarre Geschichten. Edition Nautilus, 2009, ISBN 978-3-89401-602-9.

### Dramen
- Une chemise de nuit de flanelle. 1951. Deutsch: Ein Flanellnachthemd. Qumran, Frankfurt am Main / New York 1985, ISBN 3-88655-211-X.
- La Fête de l’agneau (dt. Das Fest des Lamms) 1940.
  - La Fête de l’agneau wurde als Musiktheater von Elfriede Jelinek (Libretto) und Olga Neuwirth (Komposition) unter dem Titel Bählamms Fest 1999 in Wien uraufgeführt.[11]
- La invención del mole. 1960.

### Kinderbuch
- The Milk of Dreams. The New York Review Children’s Collection, 2017, ISBN 978-1-68137-094-1.

### Gemälde
- Retrato de Max Ernst, Porträt, 1939
- The Temptation of Saint Anthony, Öl auf Leinwand, 1946
- Baby Giant, Tempera auf Holz, ca. 1947, 10 × 69,2 cm, Christie’s Sale 2173 vom 28/29. Mai 2009
- Arca de Noé
- El mundo mágico de los mayas
- Temple of the world
- El baño de los pájaros
- Autorretrato en el albergue del caballo de Alba (Selbstporträt), Bild der Kollektion Jacques Gelman
- Torre de la memoria
- Grüner Tee (Die ovale Dame), 1942, Öl auf Leinwand, 61 × 76 cm, Sammlung Héctor Fanghanel, Mexico
- Der Große Dachs erscheint den Dienern des Herrn, 1986, Tempera auf Holz, 61 × 67 cm, Privatsammlung
- Das Haus gegenüber (The House Opposite), 1945, Öl auf Holz, 33 × 82 cm, Sammlung The Trustees of the Edward James Foundation, Inglaterra
- Tempel der Welt, 1954, Öl auf Leinwand, 100,5 × 80 cm, Privatsammlung
- Krokodil (Brunnenmodell), 2006, Bronze, 70 × 82 × 16,5 cm, Privatsammlung

## Film
- Leonora im Morgenlicht (Leonora in the Morning Light): Der 2025 in den Kinos gezeigte Spielfilm von Thor Klein und Lena Vurma und mit Olivia Vinall in der Hauptrolle erzählt wichtige Stationen ihres Lebens.[12]